# Pseudopoda gemina
Pseudopoda gemina là một loài nhện trong họ Sparassidae.
Loài này thuộc chi Pseudopoda. Pseudopoda gemina được miêu tả năm 2006 bởi Peter Jäger, Pathoumthong & Vedel.